# Rue Henri Bergé
Pour les articles homonymes, voir Henri Bergé et Bergé.
La rue Henri Bergé (en néerlandais : Henri Bergéstraat) est une rue bruxelloise de la commune de Schaerbeek qui va de la chaussée de Haecht (place Pogge) à l'avenue Louis Bertrand en passant par la rue Jenatzy et la rue Ernest Discailles. La rue Henri Bergé prolonge la rue Verwée, qui débute elle, à la place Colignon.

## Histoire et description
Elle porte le nom d'un écrivain belge d'expression française, Henri Bergé, né à Bruxelles le 31 décembre 1835 et décédé à Schaerbeek le 29 mars 1911.
La numérotation des habitations va de 1 à 83 pour le côté impair et de 2 à 94 pour le côté pair.
La nuit après les attentats de Paris du 13 novembre 2015, le terroriste Salah Abdeslam, alors recherché par les autorités, s'était dirigé vers Laeken pour être déposé à Schaerbeek pour se planquer dans la Rue Henri Bergé 86. Il y resta caché pendant 20 jours avant de loger à Forest, puis à Molenbeek où il a été arrêté.

## Adresses notables
- no 40 : Angstrom asbl
- no 56 : Lift Oz

## Voies d'accès
- arrêt Pogge du tram 92

## Sources
- Rue Henri Bergé – Inventaire du patrimoine architectural de la Région de Bruxelles-Capitale
- La Chanson des rues de Schaerbeek de Jean Francis. Louis Musin Éditeur – Bruxelles 1975 (page 39)
- Les rues de Schaerbeek de J.A. Dekoster. Édité par l'asbl AMAS (les Amis de la Maison des Arts de Schaerbeek) – 1981 (page 13)